# Francisco de Paula Oliveira
Francisco de Paula Oliveira Júnior (Santa Catarina, Lisboa, 29 de outubro de 1908 — Cidade do México, 15 de agosto de 1993), que na luta política utilizou o pseudónimo Pavel e no exílio, no México, utilizou o nome de António Rodriguez, foi um político, jornalista, escritor e crítico de arte português e mexicano.

## Biografia
Francisco de Paula Oliveira nasceu na freguesia de Santa Catarina, Lisboa, e era filho de Francisco Paula de Oliveira e de Maria Adelaide.
Aprendeu o ofício de serralheiro-mecânico tendo sido admitido, em 1925, como operário no Arsenal da Marinha.
Em 1924 aderiu à Juventude Sindicalista, sendo eleito membro do seu comité federal em 1925.
Em 1929 torna-se simpatizante do Partido Comunista Português. Em julho de 1931 faz parte do secretariado da Federação da Juventude Comunista Portuguesa.
Em 1932, na ausência de José de Sousa, assume a direção do PCP e da Comissão Intersindical. Neste ano, é preso a 3 de fevereiro e libertado no dia seguinte por conspiração contra a situação política.
Preso em março de 1933, evade-se em setembro do mesmo ano, passando à clandestinidade.
Em março de 1934 está na União Soviética, onde representa o PCP junto do Comité Executivo da Internacional Comunista. Aí casou e teve o primeiro filho.
Em janeiro de 1937 regressa a Portugal, na companhia de Álvaro Cunhal, e integra o secretariado do Partido. É preso a 10 de janeiro de 1938 na Cadeia do Aljube. Evade-se em maio do mesmo ano com a ajuda do enfermeiro Augusto Rodrigues Ferreira e planeamento do Ludgero Pinto Basto que também o aloja 2 meses. Vai para Paris, tendo como destino final a União Soviética.
A suspeição que foi lançada pelo Armando Magalhães sobre as condições em que ocorreu a fuga levaram-no a ser afastado do trabalho partidário através de decisão, de 5 de setembro de 1938, subscrita pelo secretário-geral da Internacional Comunista, Dimitrov.
Ele e o Augusto Rodrigues Ferreira são então perseguidos como traidores; escapam de uma emboscada e, em abril de 1939, decidem aproveitar a abertura aos refugiados da Guerra Civil Espanhola pelo presidente Lázaro Cárdenas. Seguem para o México, onde o Francisco/Pavel viverá com a identidade de um combatente morto na guerra civil, Antonio Rodriguez. Em 1941 obtém a nacionalidade mexicana.
No México desenvolveu uma intensa atividade como jornalista, escritor, crítico de arte e professor. Em 1952, publica La nube estéril; Drama del Mezquital, em que evoca o sofrimento do povo indígeno mexicano no Valle del Mezquital [es].
A 4 de novembro de 1999, foi agraciado, a título póstumo, com o grau de Comendador da Ordem Militar de Sant'Iago da Espada.